# Guvid de iarbă
Guvidul de iarbă (Zosterisessor ophiocephalus) este un pește mic marin, adaptat la viața din apele salmastre, din familia gobiide răspândit pe fundul mării cu câmpuri cu vegetație bogată din Marea Mediterană, Marea Neagră și Marea Azov, în lacul Razelm și lacul Sinoe, rar la gurile Nistrului.